# Liste des abbés d'Ainay
L'existence des premiers abbés d'Ainay est auréolée de légende. La vie monastique était interrompue depuis un demi-siècle lorsqu'Aurélien fit venir des moines de Bonneval. Le dernier abbé régulier fut Théodore du Terrail, cousin du chevalier Bayard.

## Liste chronologique

### abbésréguliers
- IVe siècle: Badoul ou Badour (nom latin: Badulfus), premier abbé cité

...
- Ve siècle: Sabin

...
- cité en 546: Saint Anselme

...
- 859 - vers 895: Aurélien (nom latin: Aurelianus)
- Utubaldus
- Artaud
- Gauceran
- 937 - 964: Amblard
- Egilbert
- 980 - 983: Astier (nom latin: Austerius)
- Durand
- cité en 1007: Raynald ou Renaud (nom latin: Rainaldus)
- cité en 1018: Arnould
- cité en 1022: Gérard ou Girard
- Adalard
- Girard II
- cité en 1070: Guichard Ier
- Garnier
- Humbert Ier
- Arthaud
- 1102 - 1107: Josserand de Foudras
- 1107 - 1112: Bernard de Talaru-Chalmazel
- 1112 - 1131: Ponce
- 1131 - 1139: Ogier
- Bérard Augier
- Hugues Palatin
- Guichard II
- cité en 1186: Étienne
- cité en 1190: Humbert II
- cité en 1200 et 1212: Ermendric
- 1212 - 1215: Jean le Roux (nom latin: Rufus)
- cité en 1217: Renaud III
- cité en 1221: Jean
- 1225 - 1229: Guillaume de Sartines
- 1230 - 1250: Girin de Clermont
- 1252 - 1268: Ayglier
- 1268 - 1272: Gaudemar
- 1272 - 1274: Hugues de Boissonnel
- 1274 - 1300: Josserand de Lavieu
- 1300 - 1307: Anthelme Rigaud
- 1307 - 1313: Humbert III de Varey
- 1313 - 1324: Jean II de la Palud
- 1328 - 1330: Guillaume de Laire
- 1332 - 1361: Barthélemy de Civins
- 1363 - 1370: Guillaume d’Oncieux
- cité en 1380: Adam de Mont
- cité en 1394: Barthélemy
- 1400 - 1411: Antoine de Bron
- 1411 - 1418: Guillaume de la Grange
- 1418 - 1438: Jean de Barjac
- 1438 - 1457: Antoine du Terrail
- 1457 - 1505: Théodore du Terrail

### abbéscommendataires

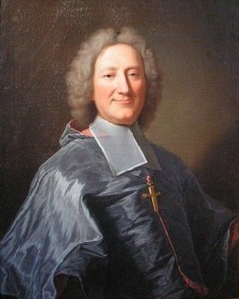
François-Henry de Nettancourt d'Haussonville de Vaubecour

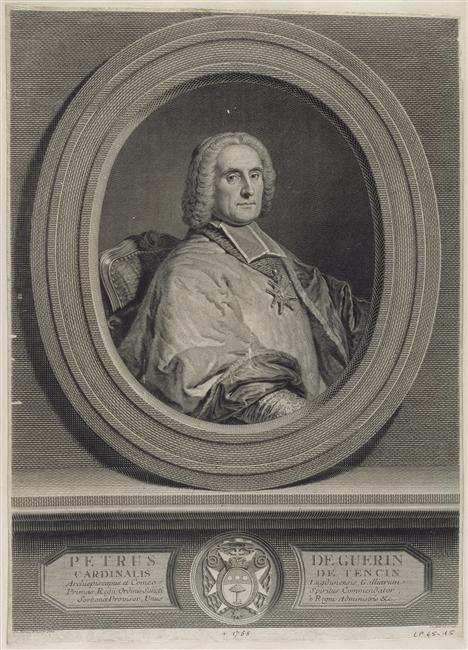
Pierre Guérin de Tencin

- 1507 - 1529: Philibert Naturel de la Plaine
- 1532 - ? : Louis de Bourbon-Vendôme
- ? - 1540 : Antoine III de Talaru
- 1543 - 1552: Nicolas de Gaddi
- 1554 - 1562: François de Tournon
- 1562 - 1567: Hippolyte d'Este
- 1568 - 1579: Vespasien Gribaldi
- 1582 - 1587: Louis  de la Chambre
- 1588 - 1598: Pierre de Saint-Priest d'Épinac
- 1599 - 1599: Michel Chevalier
- 1599 - 1620: Guillaume V Fouquet de la Varenne
- 1621 - 1693: Camille de Neuville de Villeroy
- 1693 - 1736: François-Henry de Nettancourt d'Haussonville de Vaubecour
- 1736 - 1747: Henri Oswald de La Tour d'Auvergne
- 1747 - 1747: Louis Chanier de la Roche
- 1747 - 1757: Frédéric Jérôme de La Rochefoucauld
- 1757 - 1758: Pierre Guérin de Tencin
- 1757 - 1780: Lazare Victor de Jarente de La Bruyère, dernier abbé séculier